# Veneriserva pygoclava
Veneriserva pygoclava är en ringmaskart som beskrevs av Rossi 1984. Veneriserva pygoclava ingår i släktet Veneriserva och familjen Dorvilleidae. Utöver nominatformen finns också underarten V. p. meridionalis.